# Depressió aralocaspiana

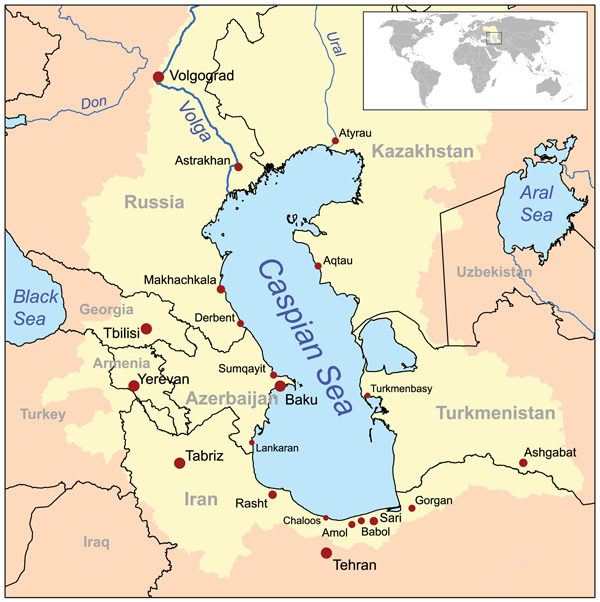
Mapa de la mar Càspia i el mar d'Aral; el color groc indica la conca de drenatge caspiana

La depressió aralocaspaiana és una depressió amb terres baixes entre Europa i Àsia al voltant de la mar d'Aral i el nord de la mar Càspia. La part de més al nord rep el nom de depressió caspiana. La part desèrtica de l'est de la depressió caspiana i de la mar Càspia és la depressió turànica. A l'Azerbaidjan, les terres baixes Kura-Aras formen part de la depressió aralocaspiana.
Aquesta regió forma part dels estats de l'Azerbaidjan, Rússia, el Kazakhstan, l'Uzbekistan i el Turkmenistan.